# Jindřich Šimon Baar
Jindřich Šimon Baar (Klenčí pod Čerchovem, 7 febbraio 1869 – Klenčí pod Čerchovem, 24 ottobre 1925) è stato uno scrittore e presbitero ceco.

## Biografia

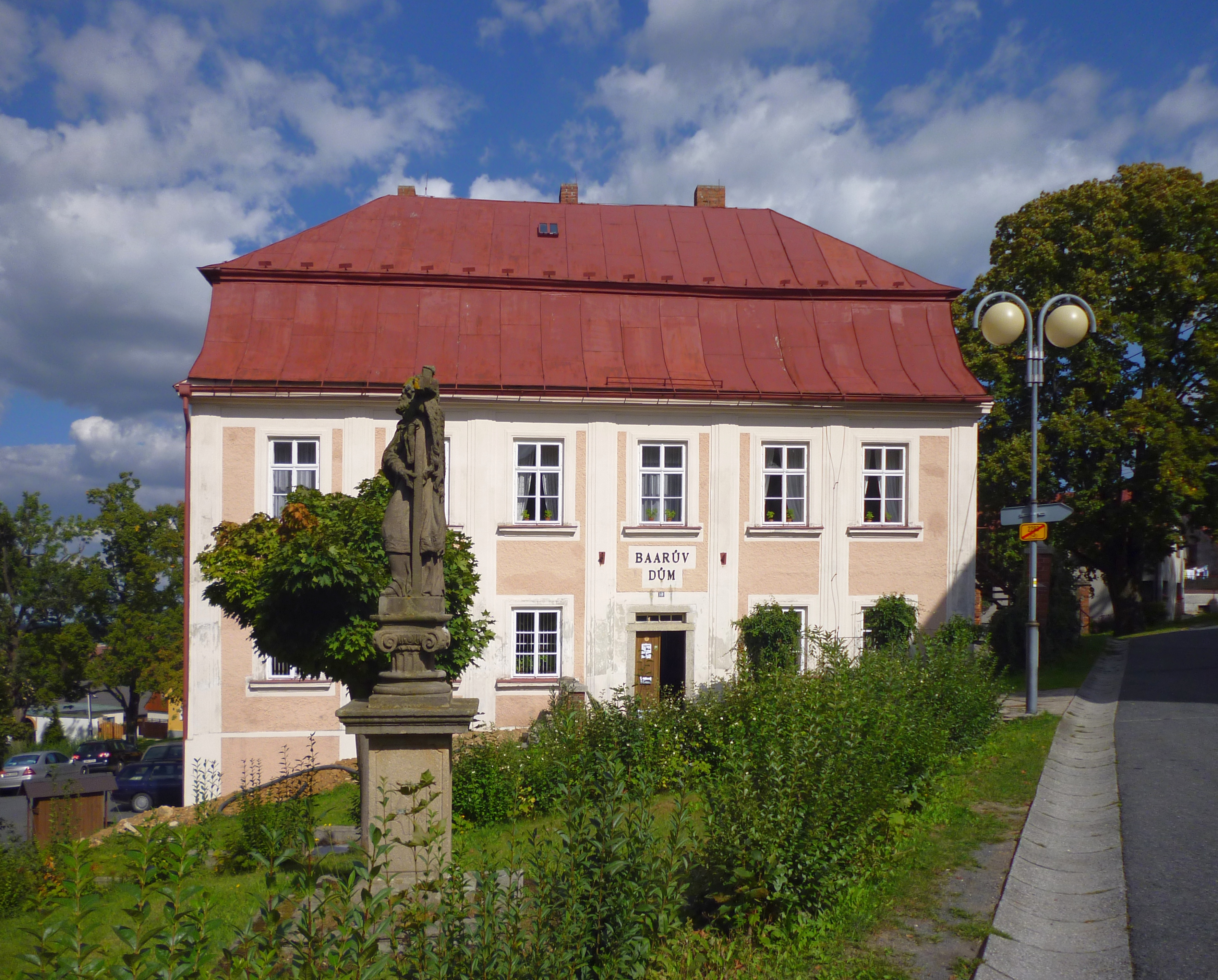
La casa di Baar

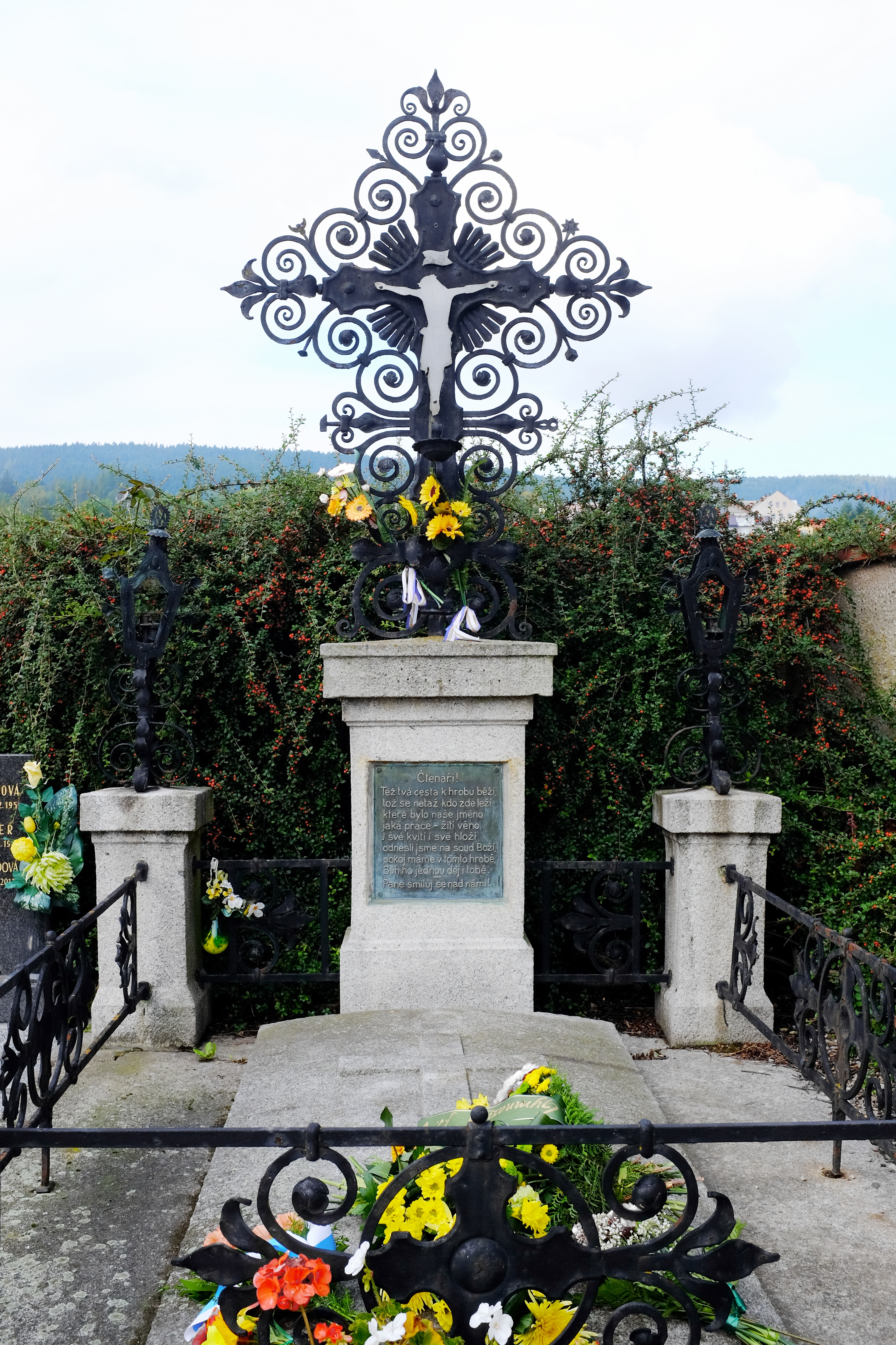
La tomba di Baar a Klenčí pod Čerchovem

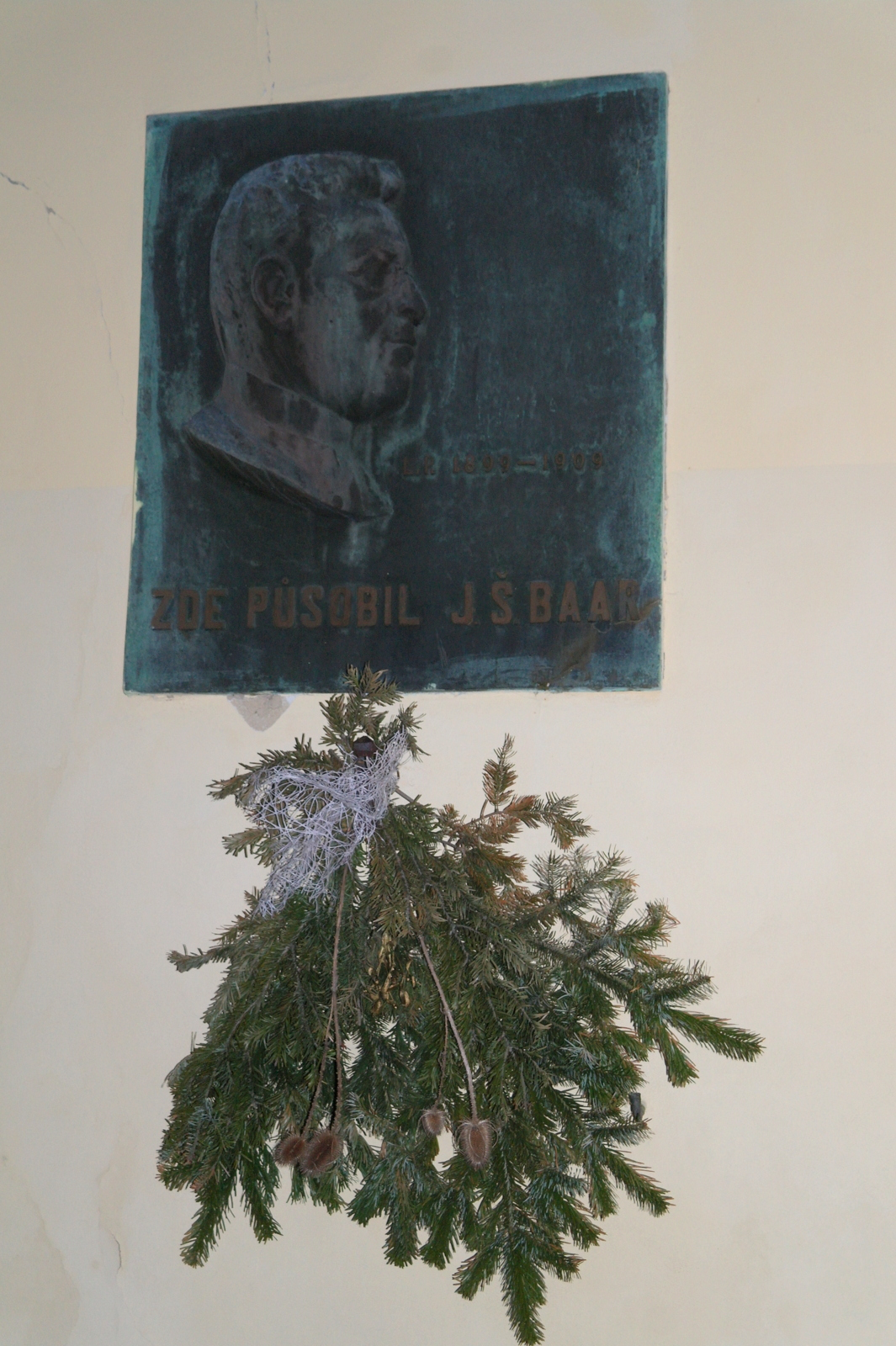
Targa commemorativa a Klobuky

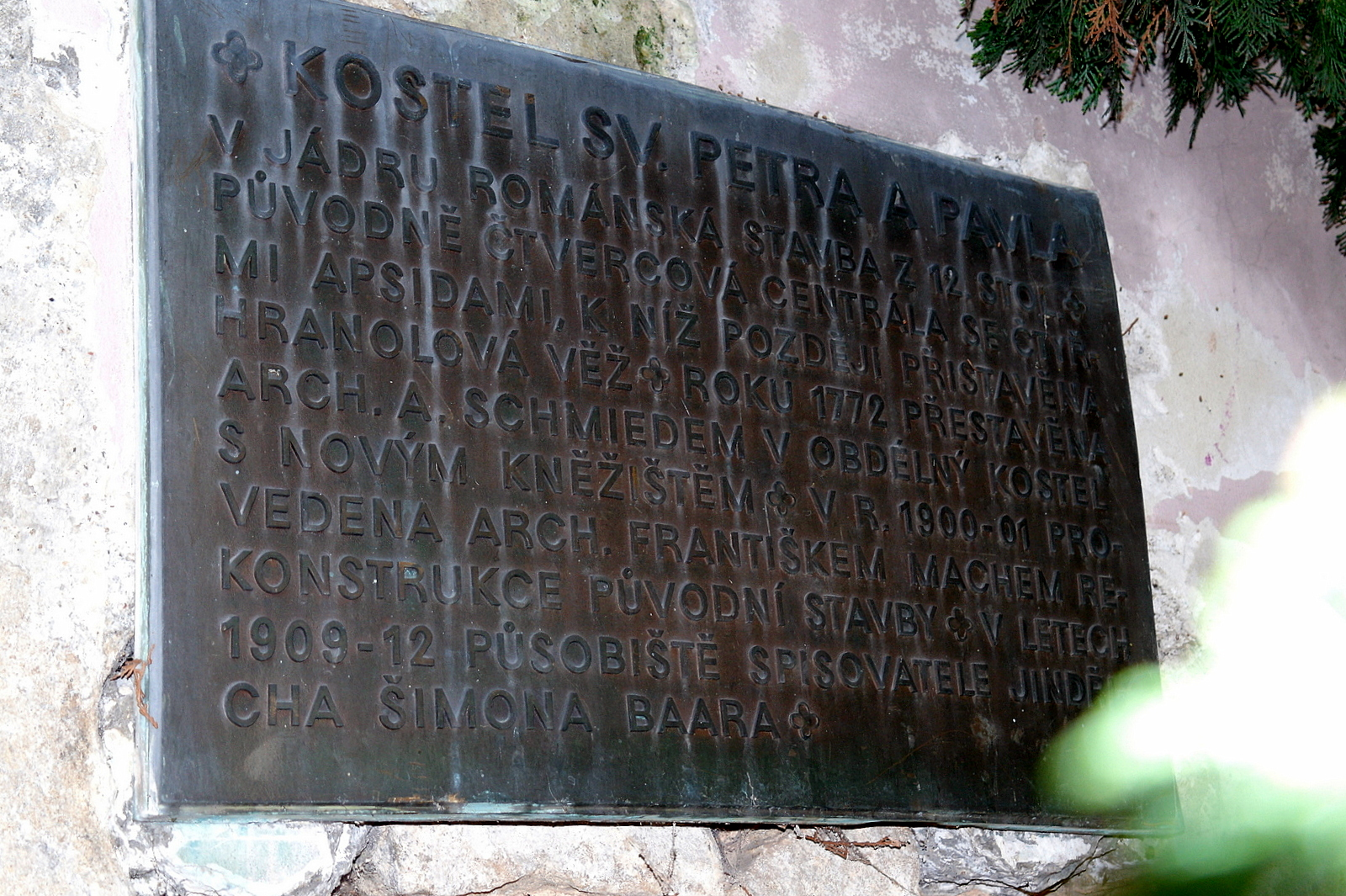
Targa commemorativa a Praga

Baar era originario di una famiglia di contadini. Si è laureato nel
liceo classico a Domažlice. A causa delle difficoltà finanziarie della famiglia, non ha studiato filosofia, ma è entrato nella facoltà teologica di Praga. Era molto interessato alla letteratura, il suo modello era il prete scrittore V. Kosmák.
Nel 1892 fu ordinato sacerdote. Lavorò come cappellano a Přimda, Stochov, Unětice, ecc. Nel 1899 divenne pastore a Klobuky vicino a Slaný e dal 1909 lavorò a Ořech. Baar aderì al movimento di modernismo cattolico insieme ad altri autori.
Successivamente è entrato a far parte dell'Associazione degli scrittori cechi di maggio, che ha significato un allontanamento dal modernismo.
Dopo la creazione di uno stato indipendente, Baar ha cercato di attuare tutte le riforme della Chiesa, in particolare per riconciliare la Chiesa cattolica con la nazione.
Tuttavia, incontrò grande resistenza e Baar contrariato, nel 1919, andò volontariamente in pensione. Trascorse gli ultimi anni della sua vita nel suo nativo Klenčí, dove il 24 ottobre 1925 morì.
Scrisse poesie, sermoni, fiabe, storie morali, ma soprattutto la sua prosa divenne molto popolare.
La sua prima opera, La Via Crucis (Cestou křížovou, 1899), sottolineava la scarsa posizione sociale del cappellano di campagna e le difficoltà incontrate nell'attuazione dei suoi ideali di riforma.
In molte delle sue storie, incontriamo il destino dei preti rurali e dei loro conflitti con la Chiesa, raccontato con il piglio popolaresco e con ricordi autobiografici, oltre a tematiche storiche, ai problemi rurali sociali e alla vita dei contadini.Le sue azioni e pensieri sono radicati nelle esperienze, nelle tradizioni e nei valori morali del mondo rurale.
Uno dei suoi lavori più noti fu Jan Cimbura (1908), incentrato sulla figura del contadino, che, in varie situazioni di vita, testimonia la forza, l'arguzia, il coraggio, la saggezza e un senso di giustizia.
Successivamente scrisse il racconto Per una piccola mucca (Pro kravičku, 1904), realistico affresco di miseria contadina e il romanzo L'ultima casa di Sedmer (Poslední rodu Sedmerova, 1908), a cui seguirono le Immagini di Mzik in tre parti (Mžikovy obrázky, 1909, 1910, 1914).
Forse i più noti sono i racconti e le storie brevi di Baar, nei quali l'autore si pose alcune domande che potevano creare qualche problema con la Chiesa cattolica.
Tra le altre sue opere, si possono menzionare La moglie del signor commissario (Pani komisarka, 1923), Quelli del Quarantotto (Osmačtyřicátníci, 1924), Le ripartizioni (Lůsy, 1925).

## Opere
- La Via Crucis (Cestou křížovou, 1899);
- Per una piccola mucca (Pro kravičku, 1904);
- Jan Cimbura (1908);
- L'ultima casa di Sedmer (Poslední rodu Sedmerova, 1908);
- Immagini di Mzik (Mžikovy obrázky, 1909, 1910, 1914);
- La moglie del signor commissario (Pani komisarka, 1923);
- Quelli del Quarantotto (Osmačtyřicátníci, 1924);
- Le ripartizioni (Lůsy, 1925).